# Rubens Maia

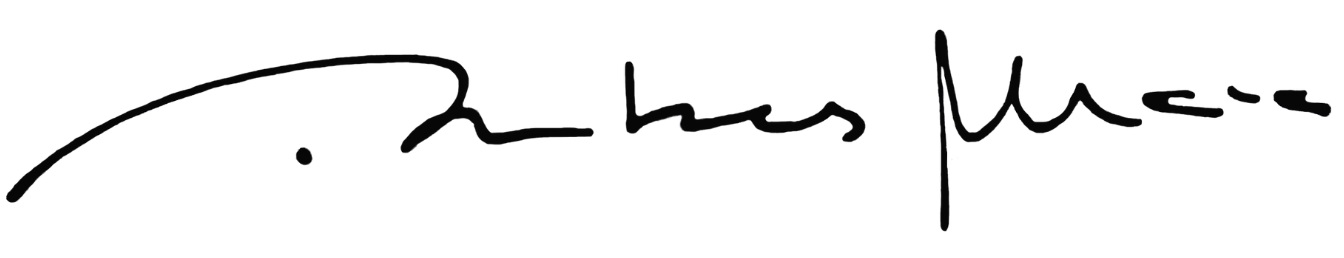

Rubens Correa Maia, (São Paulo, 23 de Janeiro de 1946 - Rio de Janeiro, 24 de Abril de 2012), 
foi fotógrafo e artista plástico brasileiro.

## Fotografia
Natural de São Paulo, adotado pelo Rio de Janeiro aos doze anos de idade, quando inicia seu conhecimento de fotografia com seu pai, Roberto Maia, notável fotógrafo de fotojornalismo para O Cruzeiro (revista) e Ultima Hora. Rubens trabalhou por cerca de vinte anos com seu irmão mais velho, também Roberto, num estúdio montado no apartamento que o pai deixara em Botafogo. Ele fez da fotografia a sua razão de vida. Não obstante, teve contato com cinema como diretor de fotografia e cineasta para um episódio do filme "América do Sexo", em l969 . E entre outros trabalhos, fez Still para longas metragens como Pecado Mortal (filme) e Quando o Carnaval Chegar; acompanhou a tournée do Royal Ballet de Londres; tirou slides do primeiro show Chico Buarque & Maria Bethânia ao vivo no Canecão; e também produziu, iniciando com Pérola Negra (álbum), as capas  dos primeiros álbuns de Luiz Melodia, com quem teve profunda amizade.

## Pinturas

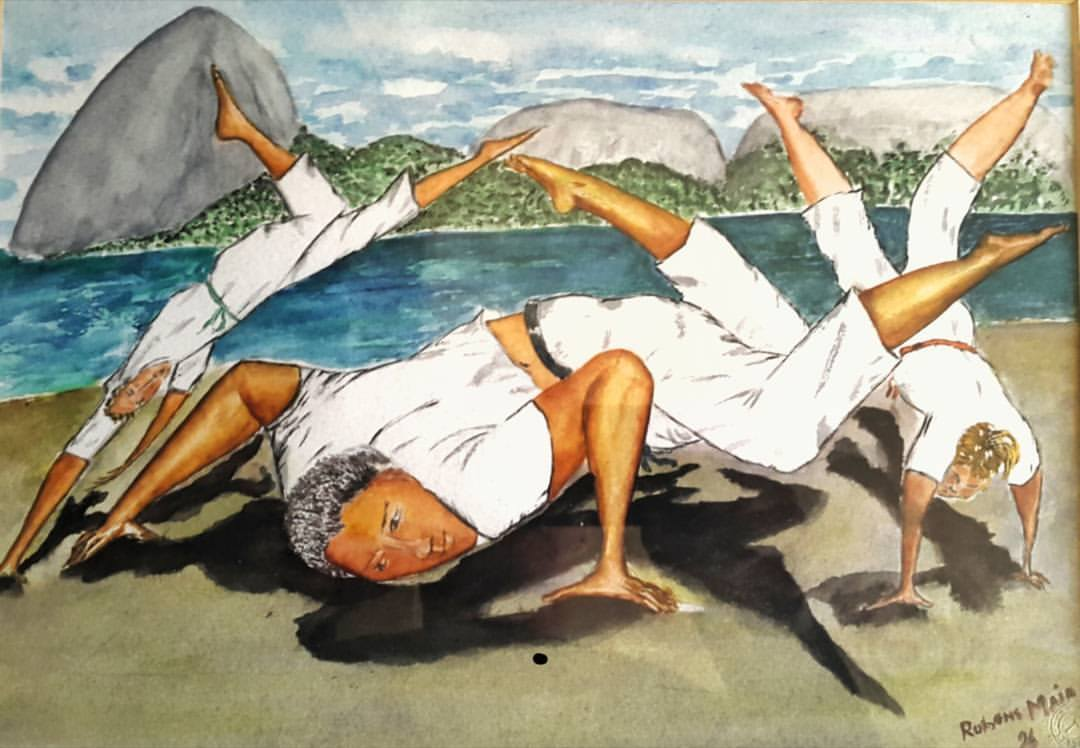
Roda de Capoeira - Rubens Maia

Descobrindo a sua habilidade para o desenho, ao longo dos anos, troca as câmeras por papéis e tintas; ele explora a experiência de luz e composição que obteve na Fotografia para transferi-la em suas obras, unindo duas linguagens que consolidaram a sua técnica. Rubens foi um artista que muito retratou, tanto nos desenhos quanto nas pinturas, Santa Teresa (bairro do Rio de Janeiro), bairro onde morava; praias de pescadores; mulheres; e personagens boêmios do cotidiano Carioca. 
| “ | Pintar é cumprimentar um estranho que nos habita e pede pra ficar - Rubens Maia | ” |